# Maximilian von Welsch
Maximilian von Welsch, né à Kronach en principauté épiscopale de Bamberg le 23 février 1671 et mort à Mayence le 15 octobre 1745, est un architecte militaire allemand. En tant qu'officier du génie, il dirigea les travaux de fortification de la forteresse de Mayence.

## Formation

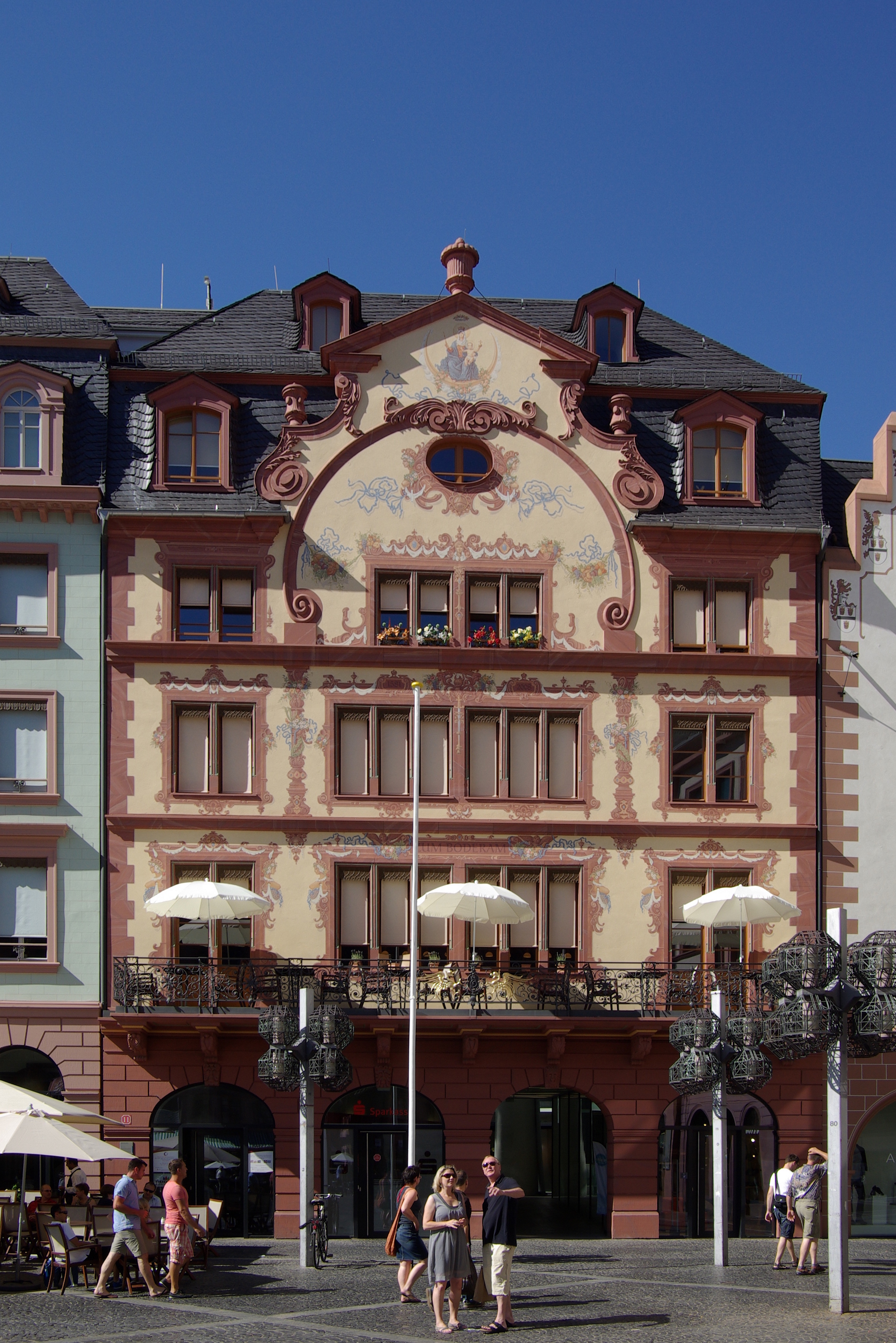
Welsch habitait au n° 11 de la place du Marché de Mayence, dans la maison « Zum Boderam ».

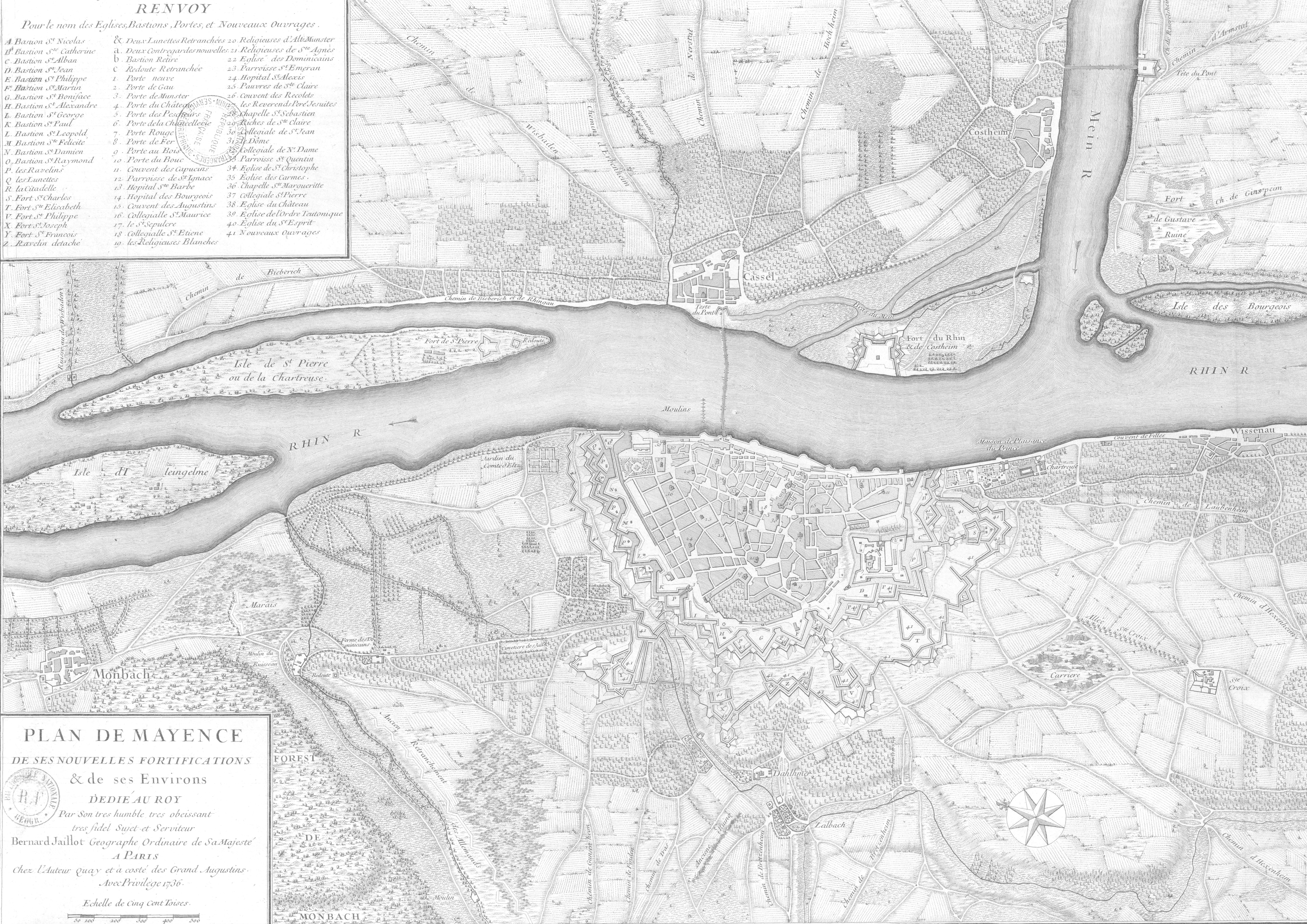
Plan de Mayence de ses nouvelles fortifications et de ses environs - 1736.

Welsch était apprécié de son vivant pour ses travaux de fortification, mais aussi pour la construction d'hôtels particuliers à travers toute l’Allemagne.
Il reçoit une formation d'ingénieur militaire à Bamberg qui le mène au grade de général. Il voyage pour sa formation dans les grandes métropoles de ce temps, comme Vienne, Rome et Paris. Il a étudié les constructions de Francesco Borromini, François Mansart et Johann Bernhard Fischer von Erlach.
En 1704, il entre au service de l'archevêque de Mayence et archichancelier d'Empire Lothar Franz von Schönborn (1655-1729), et il s'établit définitivement dans la ville de Mayence. Comme Johann Balthasar Neumann, qui fut également au service de la famille de Schönborn, Maximilian von Welsch devait partager sa carrière entre l'architecture militaire (la ceinture de fortifications autour de la forteresse de Mayence lui est due) et l'architecture civile.

## Œuvres
Maximilian von Welsch est crédité des réalisations suivantes :

### Fortifications
- Forteresse de Mayence
- Forteresse de Philippsburg
- Citadelle de Petersberg à Erfurt

### Châteaux et hôtels particuliers
- Château de Biebrich
- Château de La Favorite (Mayence) (détruit pendant le siège de Mayence (1793))
- Château de Bruchsal (Projet et première exécution)
- Résidence de Wurtzbourg (partielle)
- Château Weissenstein à Pommersfelden (Grandes Écuries)
- Orangerie de Fulda

- Bailliage électoral d'Erfurt, auj. siège de la Chancellerie régionale de Thuringe
- Abbaye d'Amorbach
- Nouvel arsenal de Mayence
- Maîtres-autels de la chartreuse Saint-Michel de Mayence  (aujourd'hui à la basilique Eginhard (Seligenstadt)), de l'église Saint-Quentin de Mayence et de la collégiale d'Ellwangen.

̇* Chapelle Schönborn de Wurtzbourg

## La valise Welsch
Au Musée du Land, Mayence est exposée la « valise Welsch ». Il s'agit d'une collection d'instruments de mesure et de construction géométrique couvrant complètement les besoins de l'architecte, fabriqués avant 1714 probablement à Paris. L'étendue et la qualité de ces précieux instruments témoigne du rang social élevé de Welsch à Mayence.

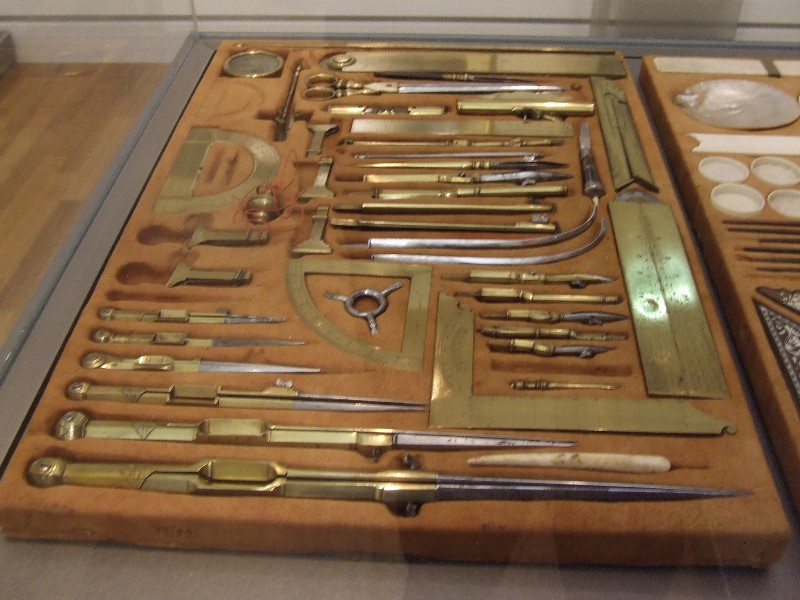
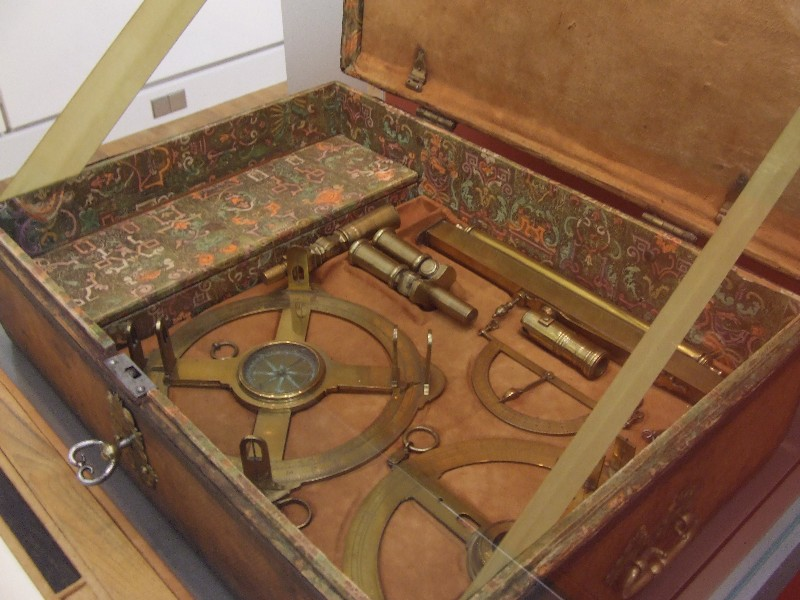
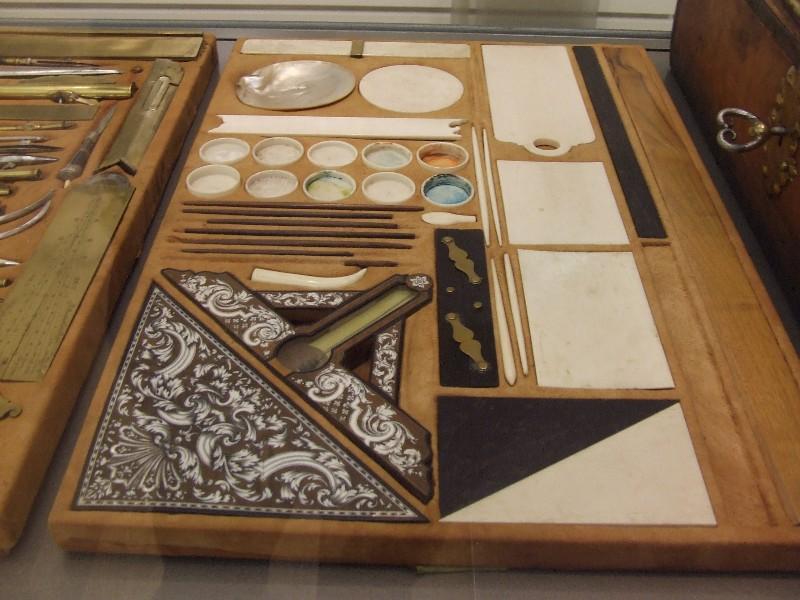

## Littérature
- Peter Lautzas: les dossiers de la  "Direction de Fortification de Mayence" (1797-1814) consultables auprès des Archives fédérales (Allemagne).